# Metro-Kino (Wien)

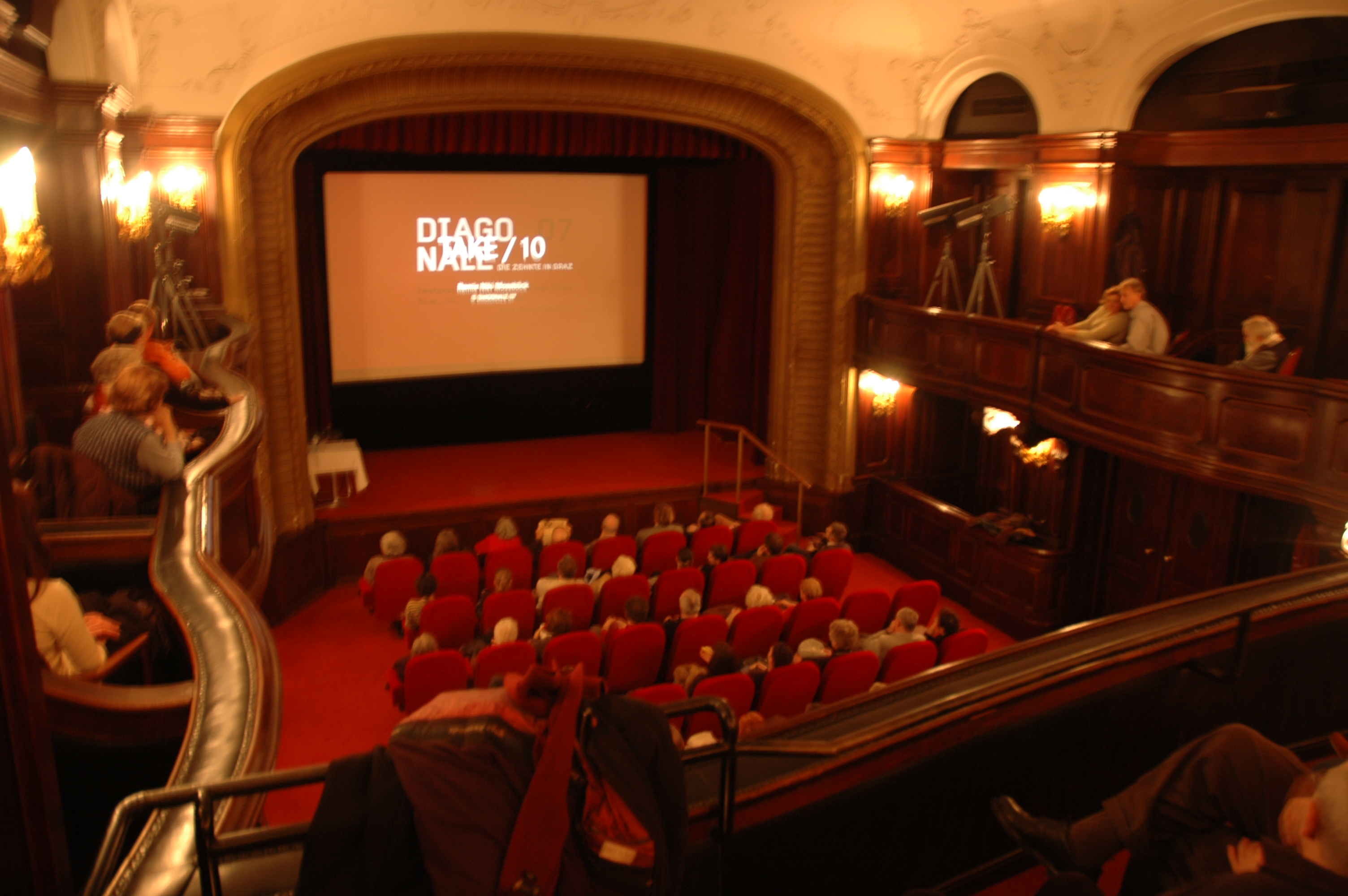
Metro-Kino, historischer Saal

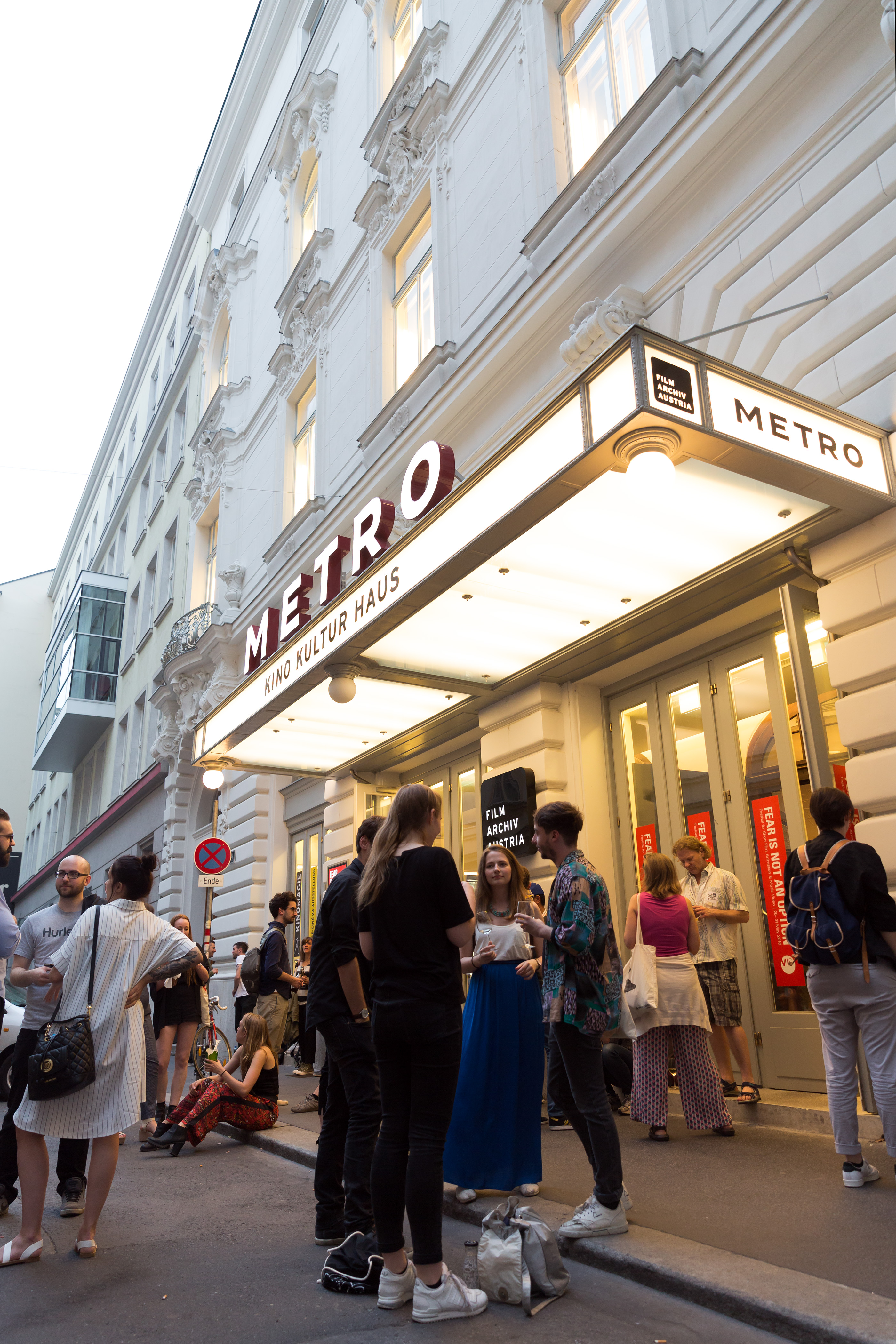
Portal

Das Metro-Kino ist ein Kino in der Johannesgasse 4 im 1. Wiener Gemeindebezirk Innere Stadt.

## Geschichte
In dem Gebäude in der Johannesgasse befand sich ab 1840 das Vergnügungslokal Elysium, später etablierte sich hier ein Theater. Leon Epp betrieb es während der NS-Herrschaft als Lustspieltheater namens Komödie und eröffnete nach dem Zweiten Weltkrieg die Bühne als Die Insel neu, doch musste er das Unternehmen bereits 1951 wieder aufgeben. Seit 1951 befindet sich in dem Haus das Metro-Kino, das bis 1999 im Besitz der Kiba war. 2002 wurde es vom Filmarchiv Austria übernommen und renoviert, als dessen Hauptspielstätte es als Metro Kinokulturhaus seitdem dient.